# Намасте

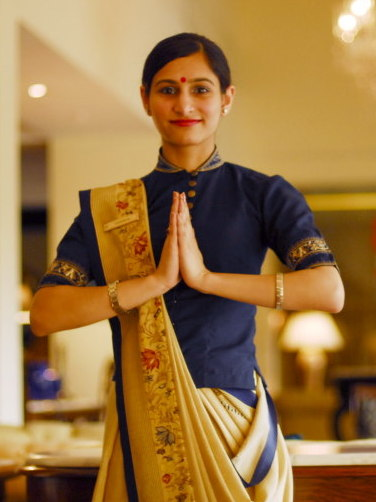
Працівниця готелю вітається жестом намасте, Нью-Делі

Намасте́ (гінді नमस्ते) — традиційне індійське і непальське привітання. У буквальному перекладі означає «поклін тобі». Це привітання зазвичай супроводжується невеликим поклоном і жестом «Анджалі Мудря», при якому рука притискається до іншої руки на рівні серця. Цей жест може бути використаний і без усного вітання, з тими же змістом. Вітання використовується і на початку зустрічі, і під час прощання. 

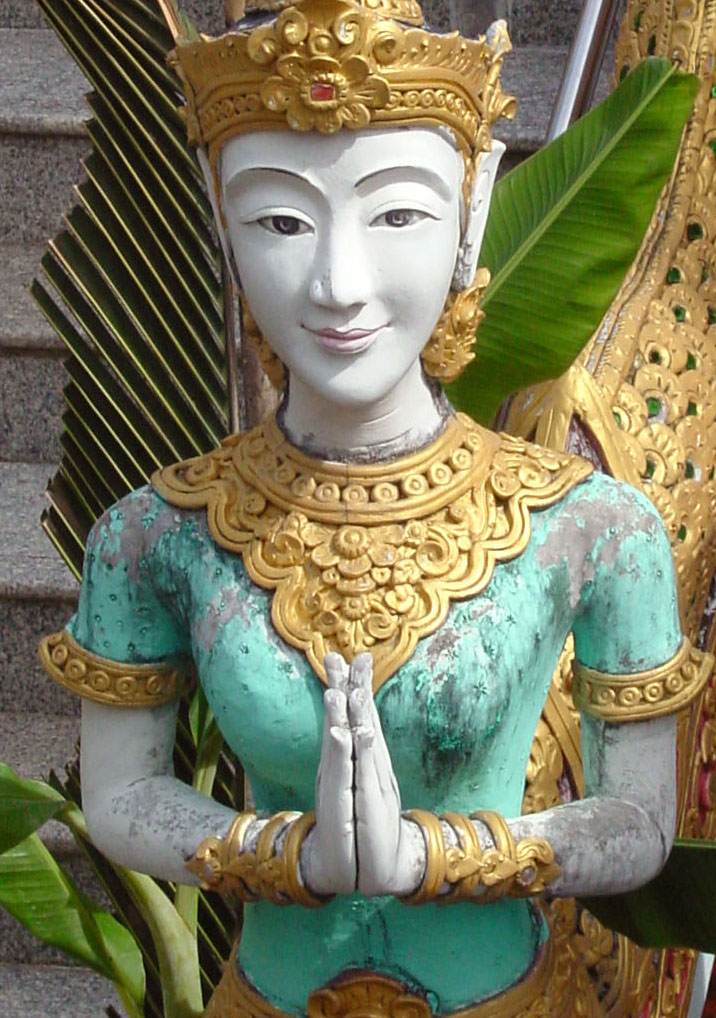
Статуя у тайському храмі

У ширшому сенсі намасте означає «божественне в мені вітає і з'єднується з божественним у тобі». Привітання є виразом глибокої поваги.